# Ju Rui
Ju Rui (en chino: 巨蕊; 4 de febrero de 1993) es una deportista china que compite en remo.
Participó en los Juegos Olímpicos de Tokio 2020, obteniendo una medalla de bronce en la prueba de ocho con timonel.
Ganó una medalla de bronce en el Campeonato Mundial de Remo de 2014, en el ocho con timonel. Además, obtuvo una medalla de bronce en el Campeonato Mundial de Remo en Sala de 2018.

## Palmarés internacional
| Juegos Olímpicos   | Juegos Olímpicos         | Juegos Olímpicos  | Juegos Olímpicos |
| Año                | Lugar                    | Medalla           | Prueba           |
| ------------------ | ------------------------ | ----------------- | ---------------- |
| 2020               | Tokio (Japón)            | Medalla de bronce | Ocho con timonel |
| Campeonato Mundial |                          |                   |                  |
| Año                | Lugar                    | Medalla           | Prueba           |
| 2014               | Ámsterdam (Países Bajos) | Medalla de bronce | Ocho con timonel |

| Campeonato Mundial | Campeonato Mundial          | Campeonato Mundial | Campeonato Mundial |
| Año                | Lugar                       | Medalla            | Prueba             |
| ------------------ | --------------------------- | ------------------ | ------------------ |
| 2018               | Alexandria (Estados Unidos) | Medalla de bronce  | 2000 m             |